# Casa Piñera
La Casa Piñera es una vivienda típica de estilo neoclásico ubicada en la ciudad de La Serena, en la Región de Coquimbo, en Chile.
Es una de las primeras edificaciones de la ciudad donde se aplicó la simetría y proporciones neoclásicas, aunque su planta continúa estando organizada en torno a patios internos. Representa un claro ejemplo de la arquitectura privada serenense de mediados del siglo XIX, donde se combina una planimetría colonial con una fachada clásica.
Se ubica sobre la calle Prat al 446, frente al edificio de la Ilustre Municipalidad de La Serena y a una cuadra de la Plaza de Armas, dentro del casco histórico de la ciudad. Junto a la Casa Chadwick, la Casa Claussen, la Casa Herreros, la Casa Carmona y otras iglesias forma parte del patrimonio histórico de La Serena.
Fue declarada Monumento Histórico Nacional el día 12 de febrero de 1981.

## Historia

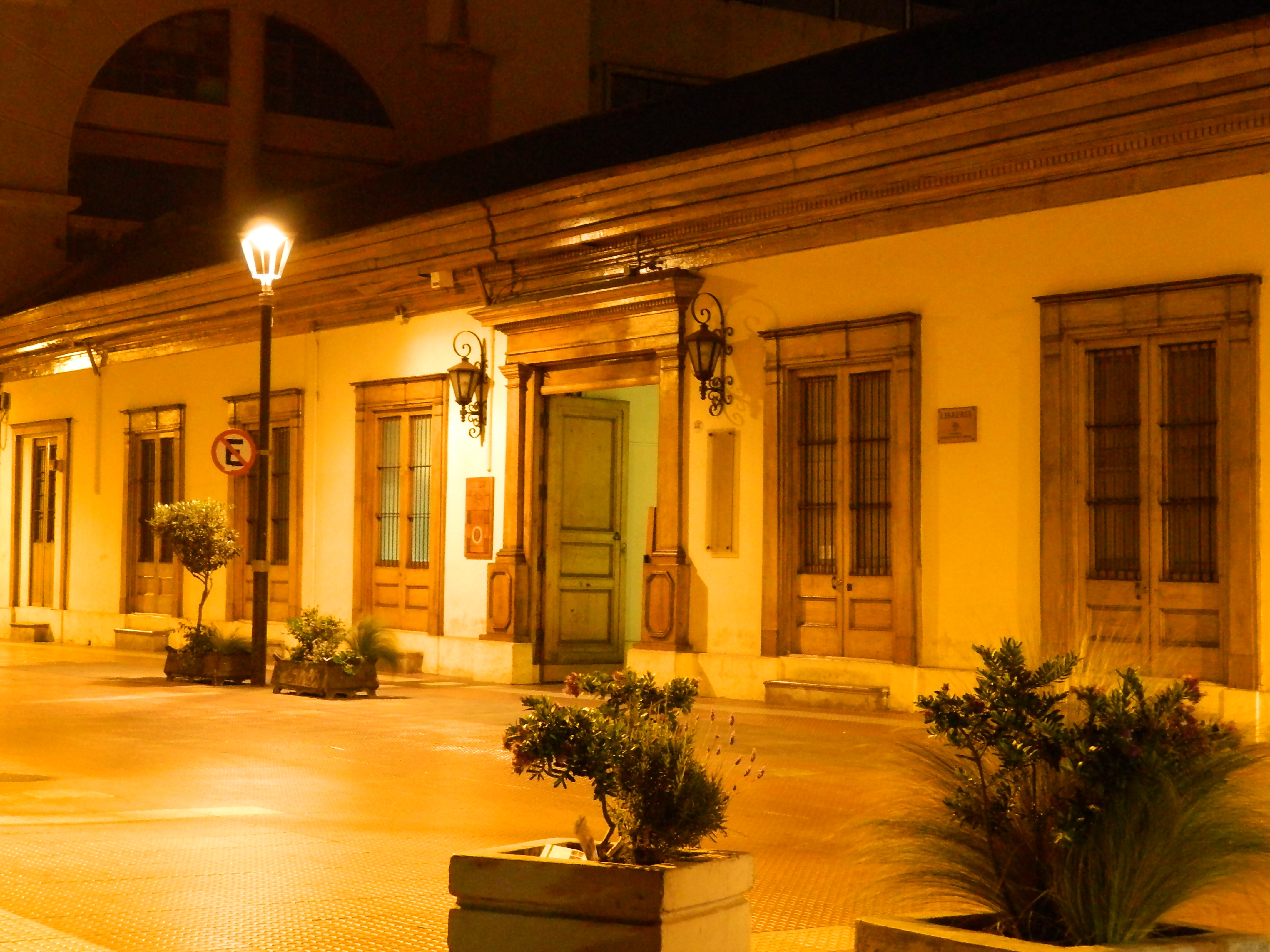
La Casa Piñera en la noche.

La vida urbana en la zona no logró gran desarrollo en la época colonial, concentrándose gran parte de la población en torno a sectores rurales desenvolviéndose en trabajos agrícolas(haciendas) o mineros, esto produjo un impacto negativo en La Serena convirtiéndola durante el siglo XVIII en una ciudad de exiguas entradas económicas y de escasa población.
Las viviendas privadas hasta inicios del siglo XIX eran de humilde factura, siendo las únicas construcciones destacadas hasta esa fecha las realizadas por las iglesias, que traían piedra labrada del Alto de Peñuelas. En 1825, con el descubrimiento de la mina de plata de Arqueros, comienza un gran auge minero que transforma totalmente la fisonomía de la ciudad. Entre los años 1830 y 1840 comienzan a llegar elementos de la arquitectura clásica que afectan principalmente a La Serena y Coquimbo.
En 1845, don Alejandro Aracena Salamanca, quien era un comerciante y rico minero de La Serena, encarga al carpintero inglés Samuel Averell la construcción de una vivienda para uso familiar. Al morir Aracena Salamanca, su esposa Paula Piñera Aguirre, quien era una de las hijas de José de Piñera y Lombera, heredó la residencia, donde residió con varios de sus hermanos; no habiendo dejado descendencia, la vendió luego en 1898, a 2 de ellos, Rosa y Jesús Piñera, en 18 mil pesos (Conservador de Bs. Raíces, La Serena, N.º 2).
El 12 de febrero de 1981, fue declarada Monumento Histórico Nacional por medio del Decreto Supremo n° 499. En la actualidad funcionan aquí las dependencias del Centro de Extensión y Comunicaciones de la Universidad de La Serena y se desarrollan eventos y actividades culturales durante todo el año.
Durante la noche del 1 de junio de 2015, la casa fue consumida por un grave incendio. Miles de textos de investigación fueron afectados por el siniestro. Tras diez años del devastador incendio existe un proyecto aprobado de restauración para rescatar este edificio patrimonial, se ha planificado  el inicio de obras para el año 2026.

## Arquitectura
La residencia es una construcción de adobe de estilo neoclásico. Mantiene en su planimetría el típico esquema tradicional colonial de recintos rodeando sus patios y una imponente fachada de estilo clásico. La fachada principal se caracteriza por el ancho vano de su zaguán, enmarcado por dos pilastras que sostienen un entablamento y por la repetición de cuatro puertas-ventanas.
Sus puertas y ventanas lucen finas terminaciones de carpintería. Además, posee un patio empedrado con huevillos, que son pequeñas piedras de formas redondeadas traídas del río y que se agrupan formando diseños geométricos.